# Planetary Defense Coordination Office

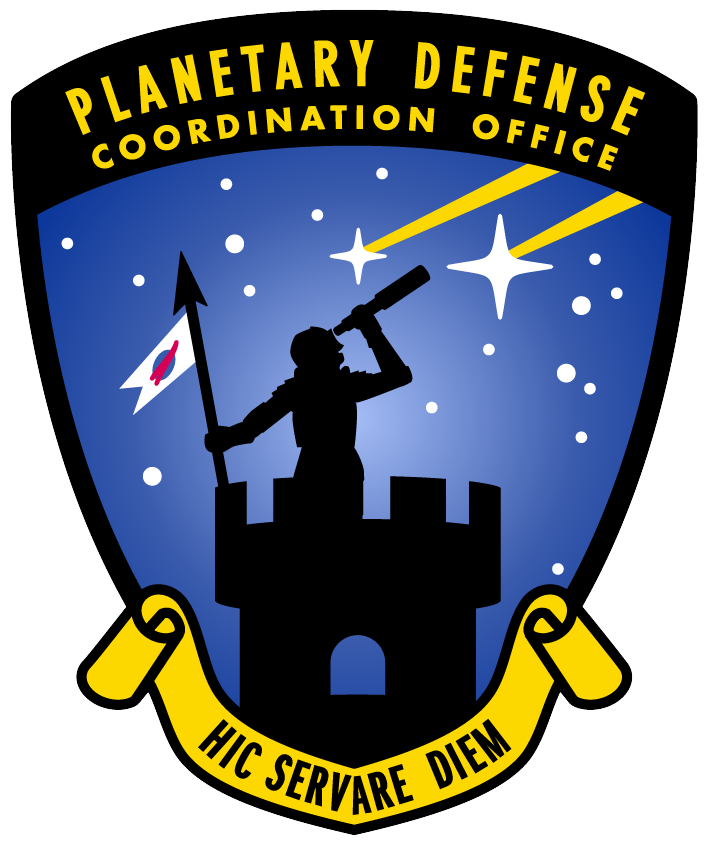
Logo du Planetary Defense Coordination Office.

Le Planetary Defense Coordination Office, généralement désigné par son acronyme PDCO en français : « Bureau de coordination de la défense planétaire », est une organisation  de l'agence spatiale américaine, la NASA, qui a pour rôle de coordonner les actions destinées à traiter la menace des objets géocroiseurs, c'est-à-dire des astéroïdes et des comètes qui coupent ou approchent l'orbite de la Terre et pourraient dans le futur s'écraser sur la Terre. Les missions du bureau sont de coordonner les travaux de détection des objets géocroiseurs d'une certaine taille, de calculer le risque d'impact et de mettre au point les méthodes permettant de gérer celui-ci. 
Cette organisation, créée en 2016, dispose en 2022 d'un budget d'environ 200 millions de dollars réparti entre les programmes d'observation terrestre et spatiaux, la mission DART qui doit tester en 2022 une méthode de déviation d'astéroïde par impact, et le développement d'un observatoire spatial infrarouge, NEO Surveyor, destiné à détecter les astéroïdes.

## Historique
La menace des objets géocroiseurs était jusque dans les années 1990 négligée par les pouvoirs publics car une collision avec la Terre d'un astéroïde de taille conséquente était considérée comme un événement très improbable. Mais, entre le 16 et le 22 juillet 1994, les fragments de la comète Shoemaker-Levy 9 s'écrasent de manière spectaculaire sur la planète géante Jupiter. Un impact du même ordre de grandeur sur la Terre aurait eu des conséquences planétaires aux effets similaires à ceux ayant conduit à l'extinction des dinosaures. La menace est désormais perçue comme tangible et contemporaine. 
Les États-Unis sont les premiers à la prendre en compte en développant des mesures relevant de ce qui sera baptisé par la suite la défense planétaire (planetary defense). En 1998, Le Congrès des États-Unis, conseillé par plusieurs scientifiques dont Eugene Shoemaker, demande à l'agence spatiale civile américaine, la NASA, de détecter et mesurer les caractéristiques orbitales de 90 % des objets géocroiseurs ayant plus d'un kilomètre de diamètre dans le but d'anticiper une menace éventuelle et la prévenir. L'agence spatiale américaine dispose de dix ans pour les recenser et déterminer leurs trajectoires ainsi que leurs principales caractéristiques. Pour répondre aux attentes du Congrès, la NASA crée le bureau dédié à ces travaux (le NEO Program Office) qui comprend le Centre des planètes mineures chargé de centraliser les observations des objets mineurs (dont les géocroiseurs) et  une structure faisant partie du Jet Propulsion Laboratory qui calcule les orbites futures et les probabilités d'impact. Ces entités emploient ensemble en 2014 une douzaine de personnes. Pour accélérer systématiser et accélérer les détections de géocroiseurs la NASA finance à compter de 1992 plusieurs programmes de relevés astronomiques effectués par des observatoires terrestres (Lincoln Near-Earth Asteroid Research (LINEAR), Near Earth Asteroid Tracking (NEAT)...). 
La découverte en 2004 d'un risque de collision en 2029 de l'astéroïde Apophis (325 mètres de diamètre) avec la Terre vient accentuer cette sensibilisation (à la suite d'observations ultérieures, qui ont permis d'affiner les paramètres orbitaux d'Apophis, le risque de collision sera levé). En 2005, le Congrès américain élargit la mission de la NASA en l'étendant aux objets géocroiseurs de plus de 140 mètres de diamètre. La NASA dispose de 15 ans pour recenser 90 % de ces objets (date butoir 2020),. 

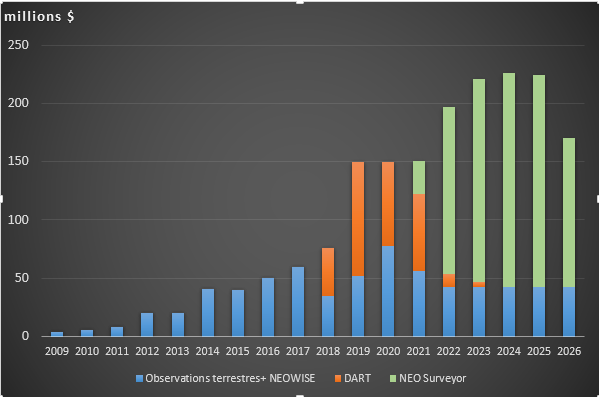
Budget de la NASA 2009-2026 consacré à la défense planétaire (prévisionnel au-delà de 2022).

En 2014 l'agence spatiale a bien rempli l'objectif fixé par le Congrès en ce qui concerne les astéroïdes de plus de 1 kilomètre de diamètre mais seuls 10 % des géocroiseurs de plus de 140 mètres ont été identifiés (le nombre total est estimé à 25 000),. Le budget alloué par le Congrès à cette recherche est en effet longtemps resté insuffisant : il n'était encore que de 4 millions US$ en 2009 avant de passer à 20 millions en 2011 et 2012 puis à 40 millions US$ en 2014. Par ailleurs, un rapport d'audit interne de l'agence spatiale souligne les problèmes d'organisation qui touchent le programme : absence de vue d'ensemble, mauvaise intégration des différentes activités, objectifs et jalons absents ou ne faisant pas l'objet d'un suivi, absence de prise en compte des activités analogues poursuivies dans d'autres services de la NASA ou l'extérieur de la NASA, ressources en personnel insuffisantes . Prenant en compte le rapport, la NASA réorganise ses activités  et crée le Planetary Defense Coordination Office (bureau de coordination de la défense planétaire). Celui-ci est chargé de coordonner le programme de détection des objets géocroiseurs par des moyens terrestres et spatiaux, de déclencher des alertes en cas de menace d'impact, d'étudier les stratégies et les technologies permettant de limiter ou éviter un impact et de piloter l'action du gouvernement en cas de menace d'impact. Le CNEOS (Center for Near-Earth Object Studies), une entité faisant partie du Jet Propulsion Laboratory, est chargé de calculer les orbites des objets géocroiseurs à partir des observations effectuées par l'ensemble des moyens terrestres et spatiaux, de prédire leurs mouvements et d'actualiser et diffuser les risques d'impact.

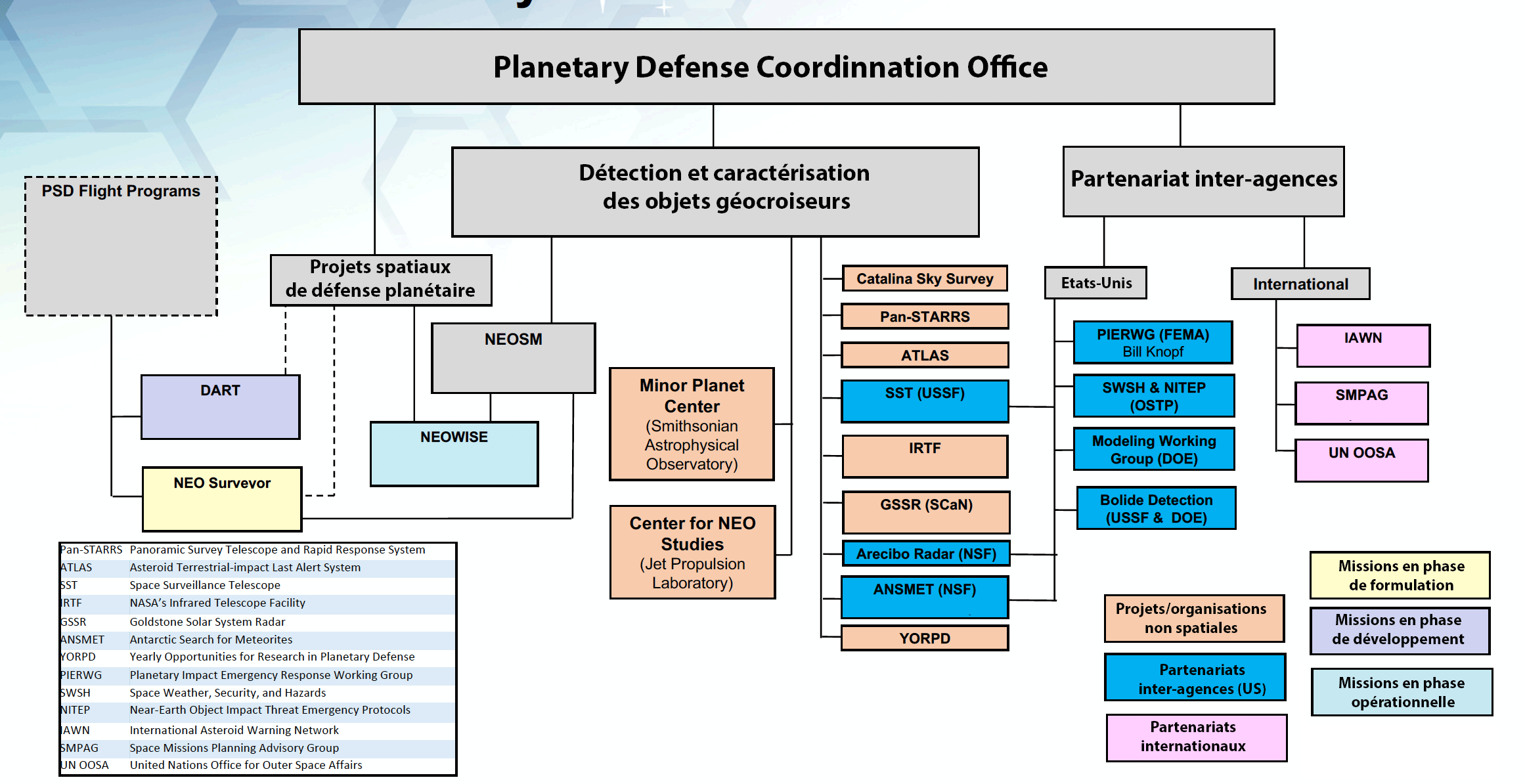
Organigramme des activités de défense planétaire de la NASA coordonnées par le PDCO.

## Rôle du PDCO
Pour remplir sa mission, le PDCO coordonne et finance de multiples projets et organisations logés dans d'autres entités de la NASA ou gérés par d'autres organisations.

### Programme de détection et de suivi des géocroiseurs
Le programme Near-Earth Object Observations Program remplit l'objectif principal de la mission confiée au PDCO en détectant et assurant le suivi des objets géocroiseurs.

#### Détection

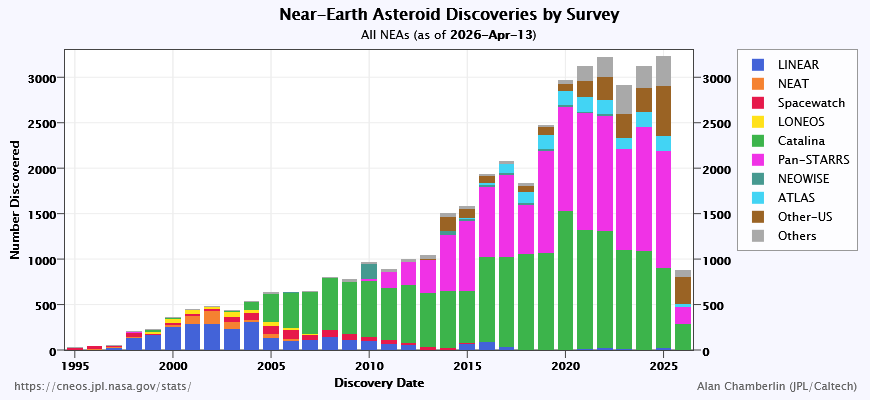
Astéroïdes géocroiseurs détectés chaque année par les différents programmes d'observation (maj mars 2023).

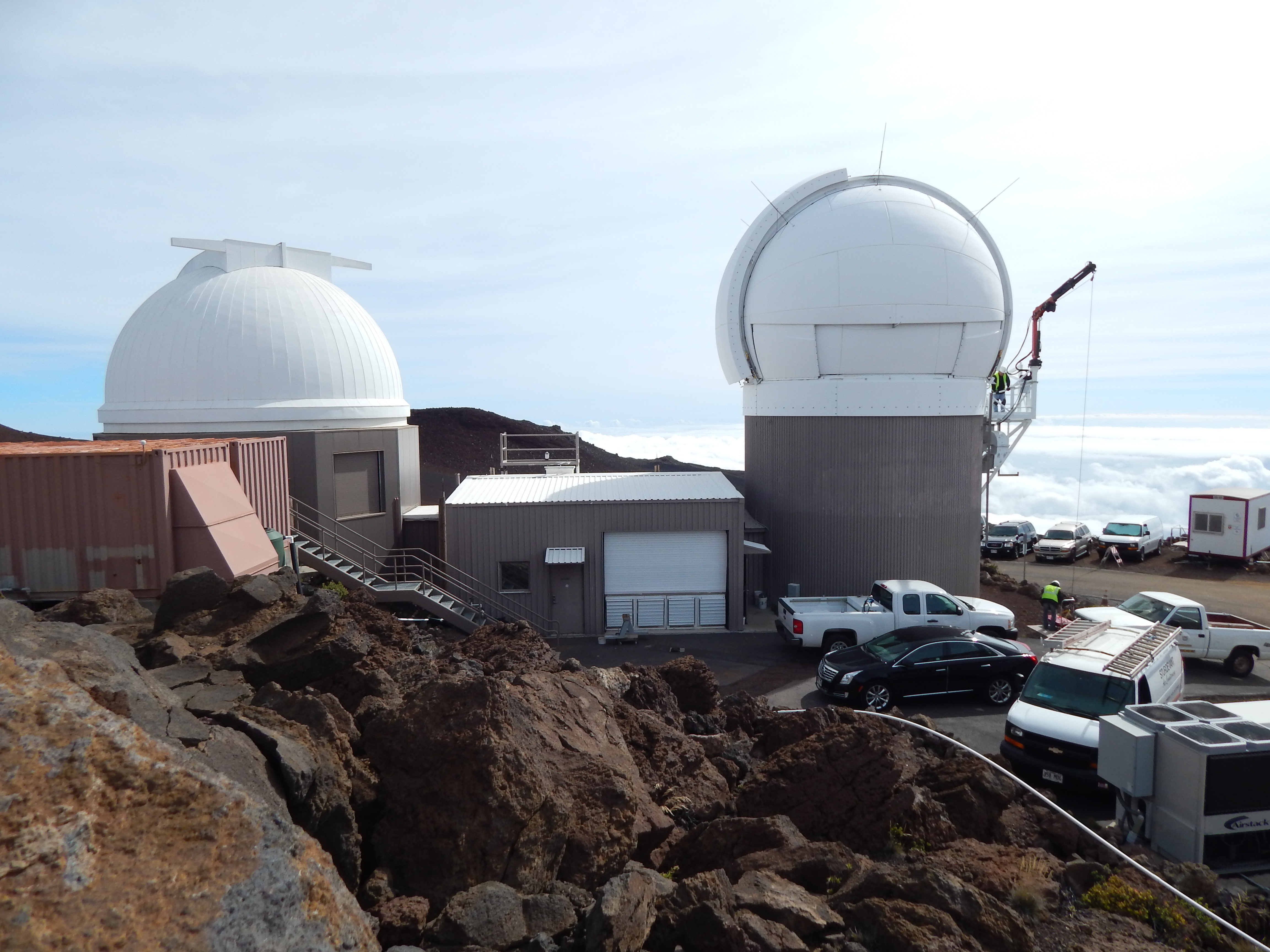
L'observatoire Pan-STARRS au sommet du Mauna Kea à Hawaï est à l'origine de près de la moitié des découvertes des géocroiseurs depuis le début de la décennie 2010.

Pour remplir les objectifs fixés par le Congrès américain, le PDCO  finance des relevés systématiques d'astéroïdes géocroiseurs. Deux des observatoires impliqués (Catalina et Pan-STARRS) sont à l'origine de 90 % des découvertes des objets géocroiseurs (2021).
- L'université de l'Arizona gère le Catalina Sky Survey. Il comprend trois télescopes, deux aux États-Unis et un en Australie. Le télescope principal est un télescope de Schmidt de 98 centimètres d'ouverture[11].
- L'université d'Hawaï gère depuis 2010 le programme de suivi Pan-STARRS. Il utilise deux télescopes de 1,8 mètre d'ouverture avec un champ de vue de 3° × 3°, qui sont installés à Hawaï. Le détecteur comprend 1,4 milliard de pixels. L'ensemble du ciel est balayé une fois par semaine et la résolution spatiale permet d'observer les objets ayant une magnitude apparente de 24[11].
- L'université d'Hawaï gère également le programme Asteroid Terrestrial-impact Last Alert System (ATLAS).
- Le laboratoire Lincoln du MIT gère le programme Lincoln Near-Earth Asteroid Research (LINEAR). Ce télescope de 1 mètre, qui a commencé à recenser les géocroiseurs en mars 1998, a joué un rôle central dans la découverte des objets géocroiseurs durant la première moitié de la décennie 2000.

Un observatoire terrestre, le télescope LSST, dont la construction est financée par la National Science Foundation et le Department of Energy, doit jouer un rôle important dans la détection des objets géocroiseurs. Cet observatoire terrestre installé au Chili entrera en service en 2022. Doté d'un miroir primaire de grande taille, il est conçu pour réaliser plusieurs images de l'ensemble du ciel toutes les trois nuits. Selon une étude du Jet Propulsion Laboratory, ce télescope devrait avoir au bout de 10 ans détecté 60 % des géocroiseurs de plus de 140 mètres de diamètre.  

#### Suivi
Pour déterminer avec précision les paramètres orbitaux (essentiel pour calculer le risque d'impact) et les caractéristiques physiques des astéroïdes géocroiseurs identifiés, des observations de suivi sont réalisées en utilisant diverses techniques d'observation (radar, infrarouge thermique, visible, etc.). Les principaux programmes de suivi sont :
- Dans le domaine optique :
  - Le programme Spacewatch de l'université de l'Arizona utilise un télescope de 91 centimètres de diamètre installé à l'observatoire de Kitt Peak.
  - Le suivi effectué par les télescopes du Astronomical Research Institute[13].
  - Le programme de suivi de l'observatoire de Las Cumbres
  - Le programme de suivi de l'observatoire de Magdalena Ridge
  - Le programme MANOS de l'observatoire Lowell.

#### Observations radar
Les  observations des objets géocroiseurs réalisées à l'aide de radar permettent de mesurer de manière très précise leur orbite et déterminer leur forme dès qu'il s'approchent à quelques millions de kilomètres de la Terre. La NASA utilise principalement les radars suivants :
- - Le centre radiotélescope de Goldstone de la NASA ;
  - L'observatoire d'Arecibo (hors service depuis fin 2020).

#### Autres
Le programme de détection et de suivi comprend également la détection et la compilation des bolides et la recherche des météorites arrivés sur le sol (projet ANSMET de recherche de météorites en Antarctique). Il finance également des recherches visant à mesurer les risques d'impacts et les techniques de détournement (programme ATAP (Asteroid Threat Assessment Project) du centre de recherche AMES.

### Détermination des risques
Les caractéristiques (orbites, caractéristiques physiques) des objets géocroiseurs recueillies par les différents observatoires mondiaux sont collectées, archivées et redistribuées par le Centre des planètes mineures à qui l'Union astronomique internationale a confié ce rôle et qui est financé par le  programme d'observation des géocroiseurs de la NASA. À partir de ces éléments la trajectoire future des objets géocroiseurs est calculée en prenant en compte les survols d'autres corps (qui peuvent modifier l'orbite, voir Trou de serrure gravitationnel) et d'autres paramètres faisant évoluer celle-ci comme l'effet Yarkovsky. Ces calculs sont refaits régulièrement à chaque fois qu'une nouvelle observation de l'objet est effectuée. Le CNEOS, centre relevant du Jet Propulsion Laboratory, est chargé de ces calculs qui utilisent les applications Sentry et Scout (pour les objets récemment découverts).

### Missions spatiales
Trois missions spatiales conçues pour la défense planétaire sont suivies par le PDCO. Elles sont à différents stades d'avancement.
- NEOWISE est un télescope spatial infrarouge qui réalise une deuxième carrière dans le but de détection des objets géocroiseurs.
- DART est une mission lancée fin 2021 qui doit tester une méthode de déviation des objets géocroiseurs reposant sur l'impact cinétique[15].
- NEO Surveyor est le premier observatoire infrarouge spatial conçu spécifiquement pour la détection des objets géocroiseurs. Il doit être lancé vers 2025.

### Coordination inter-agences et internationales
Les moyens utilisés par la Défense planétaire relèvent souvent d'agences gouvernementales américaines différentes de la NASA. Le PDCO est chargé de coordonner les actions dans ce domaine. La menace des objets géocroiseurs touche l'ensemble de la planète. Des groupes de travail rassemblant des spécialistes et des organisations de tous les pays impliqués sur le sujet ont été créés (IAWN, SMPAG). Le PDCO participe à ces organisations.

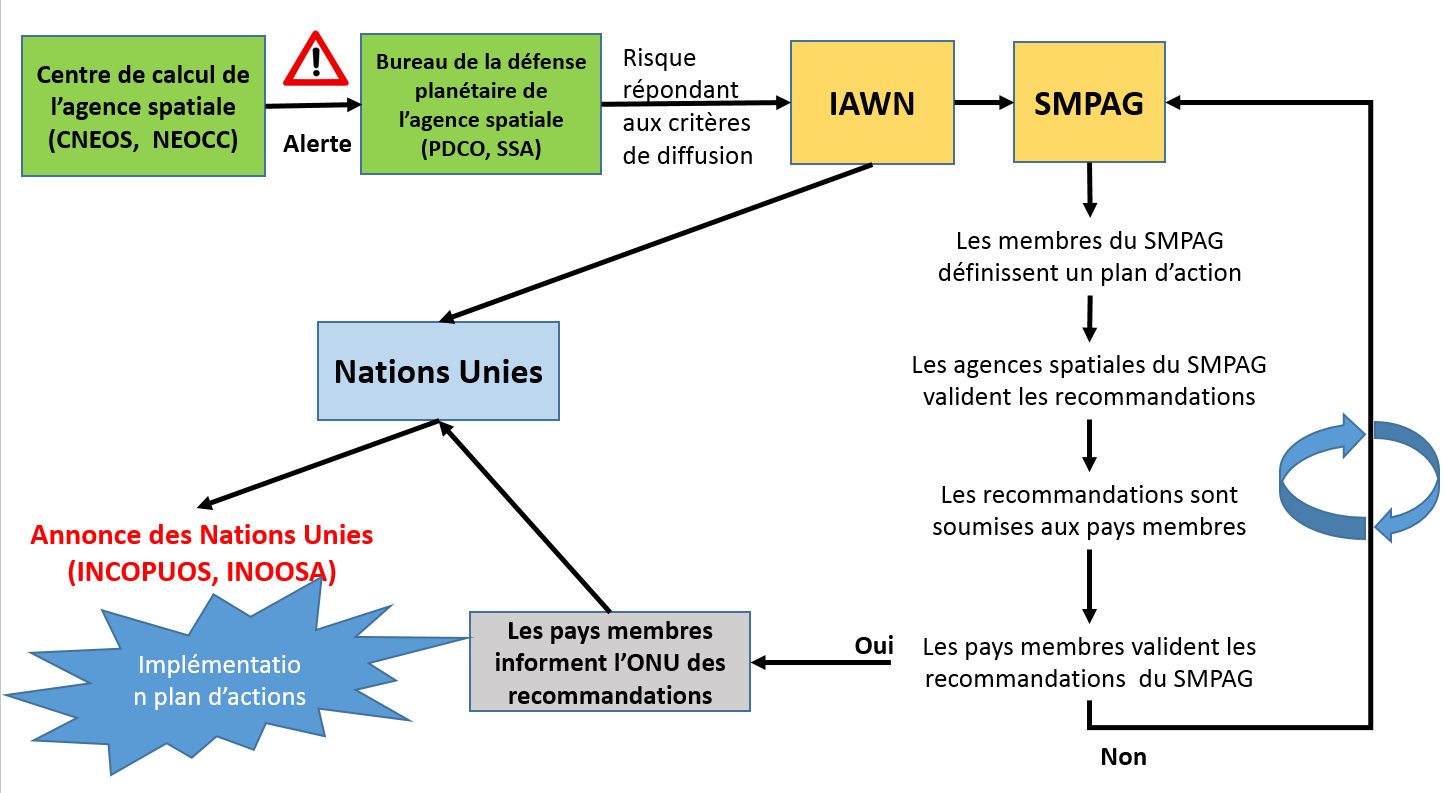
Processus théorique de gestion d'une menace répondant aux critères de communication et de traitement à l'échelon international montrant les rôles respectifs du PCDCO, de l'IAWN et du SMPAG.

## Au cinéma
- Don't Look Up : Déni cosmique (2021) d'Adam McKay[16].